# 大沼主命
天村雲命（あめのむらくものみこと、生没年不詳）は、古代日本の人物で尾張連の遠祖。

## 概要
神武朝に活動した高倉下命の子で、尾張連や津守連の祖として見える人物。「天孫本紀」などで一般に天村雲命の名で記される。
別名として天五多底（あまいたて）が見える。

## 祀る神社
- 彌彦神社（新潟県西蒲原郡弥彦村大字弥彦）
- 伊富岐神社　境内（岐阜県不破郡垂井町岩手字伊吹）
- 水主神社（京都府城陽市水主宮馬場）
- 荒見神社（京都府城陽市富野荒見田）
- 田村神社（香川県高松市一宮町字宮東）